# 鷺宮八幡神社 (中野区)
鷺宮八幡神社（さぎのみやはちまんじんじゃ）は、東京都中野区白鷺にある神社（八幡宮）。旧称は鷺宮大明神であり、これが地名の由来となっている。旧上鷺ノ宮村・下鷺ノ宮村の氏社であり、練馬区高松にある高松八幡神社とは鎌倉街道を挟んで対に建てられた由縁がある。

## 祭神
- 応神天皇

## 歴史
社伝によれば、1064年（康平7年）に前九年の役に勝利し東北を平定した源頼義が戦勝を感謝し、国家と源氏の安寧を願い建立したのが始まりとされる。高松八幡神社も同じ由緒であり、両社は鎌倉街道を挟んで南北に建立されている。鷺宮の方が先に建立されたので、高松の方は若宮八幡宮と呼ばれるようになった。
また1884年に編纂された『新編武蔵風土記稿』の上鷺ノ宮村の項目には、「古ハ大木数多アリテ多クノ鷺ヤドリシユヘ、土人、鷺ノ森或ハ鷺ノ宮ナドイヘリ」と記されており、その昔境内に老樹が林立し、鷺が多く棲息していたことから、近隣の里人は鷺宮大明神と称し、これが地名の由来となったとされている。
1645年（正保2年）、この地の領主であった今川直房によって八幡神社と改称する。1649年（慶安2年）以降は江戸幕府より御朱印7石余を寄進され、中野区内においては唯一、朱印を付与された神社となる。『新編武蔵風土記稿』によれば、本地仏として十一面観音を祀っていたこと、「サレハ古社ナルヘケレト社傅ヲ失ヒタレハ其詳タルコトヲシラス別当は福蔵院ナリ」とあり、明治以前には社伝が損失していることや別当寺として隣接している福蔵院が就いていたことが記されている。
戦後、宗教法人法により発足し、1950年（昭和25年）に国有地となっていた境内地1049坪（3462平方メートル）の譲与を受けた。同35年に社殿、幣殿、拝殿が改築された。改築は同56年、63年にも行われている。42年と43年には近隣にあったと思われる稲荷神社と御嶽神社を当社に移築した。

## 境内

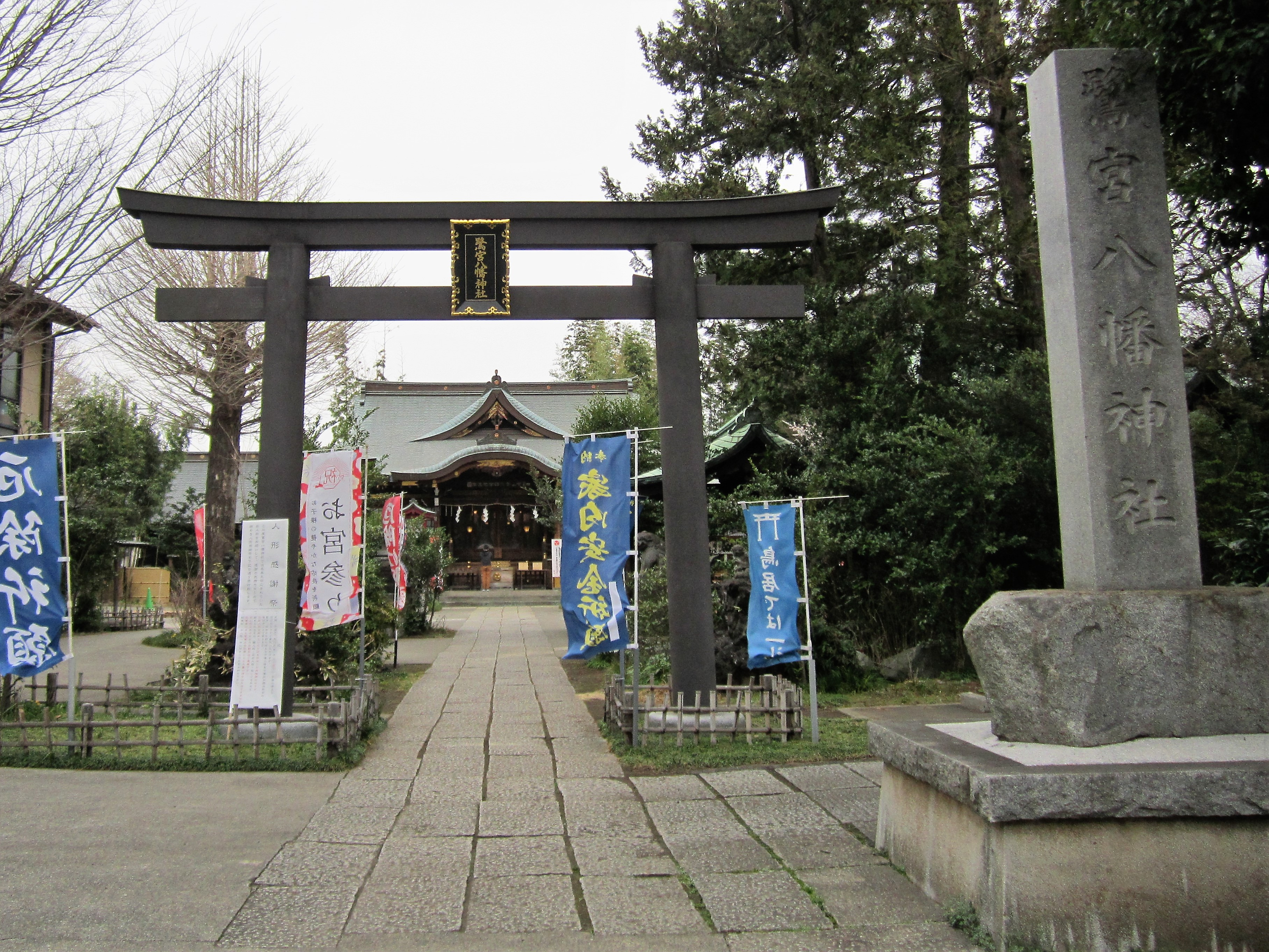
2019年の鳥居（改築後）

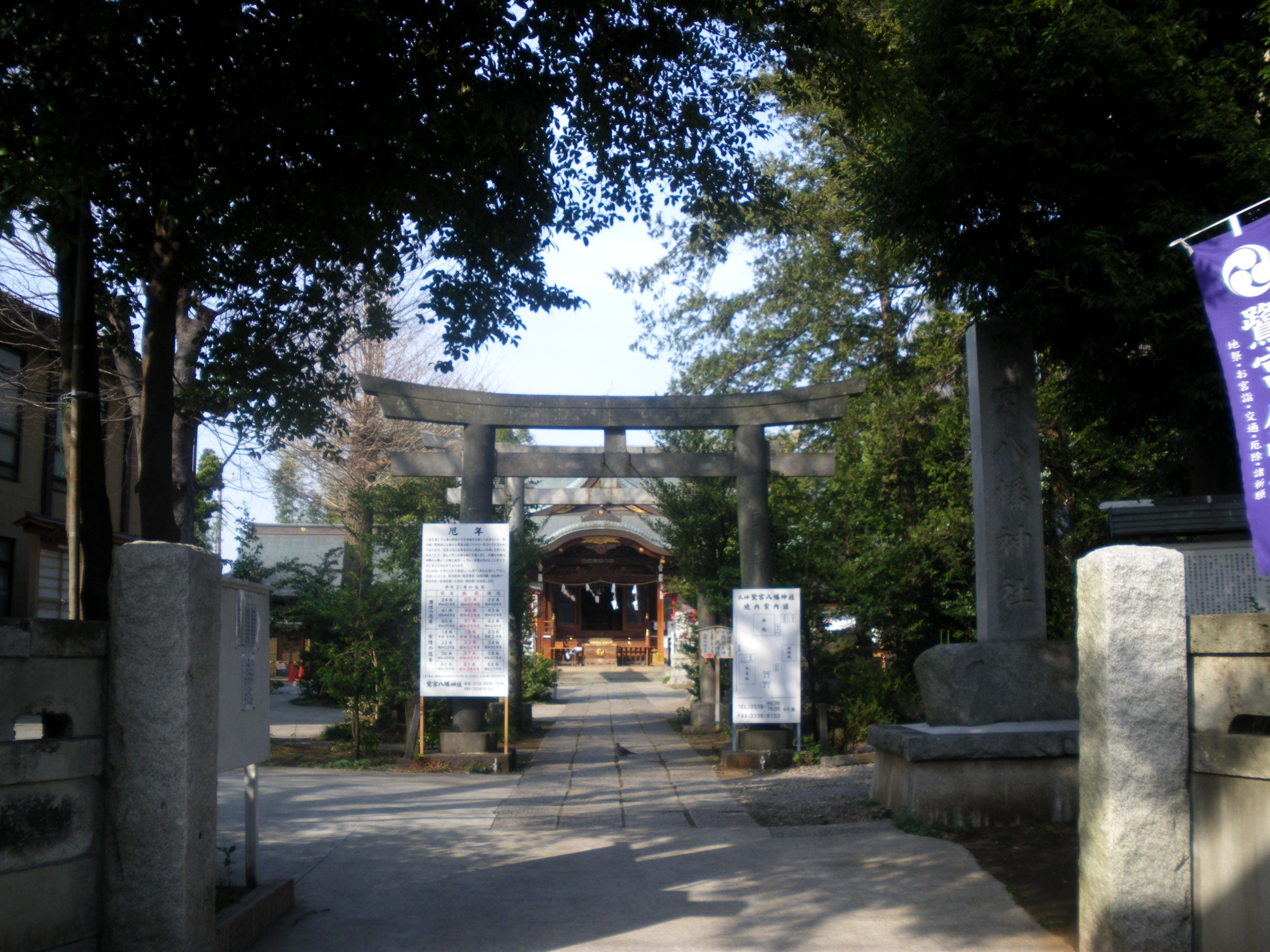
2009年の鳥居（改築前）

鳥居は1780年に建てられた石製のものだったが、2011年の東日本大震災で破損したことから、現在は鉄合金製のものに改築されている。

## 境内社
- 六社さま（以下の6社を合祀）
  - 稲荷神社（宇迦之御魂神）
  - 御嶽神社（櫛真知命）
  - 須賀神社（須佐之男命）
  - 北野天満神社（菅原道真）
  - 粟島神社（少彦名神）
  - 疱瘡神社（大己貴命）
- 稲荷神社（宇迦之御魂神）
- 御嶽神社（櫛真知命）

## 文化財

### 鷺宮囃子
毎年8月後半の土日に行われている例大祭では、境内神楽殿での奉納神楽の他に、各町内の神輿を担いで町を練り歩く。祭りに演奏されるお囃子は「鷺宮囃子」と呼ばれ、1982年4月に中野区の登録無形民俗文化財に登録された。

### 十一面観音菩薩立像
福蔵院。1995年9月に中野区の指定有形文化財に指定されており、かつて当社の本地仏であった菩薩立像であると思われる。

## 現地情報
所在地
- 東京都中野区白鷺1-31-10

交通アクセス
- 最寄駅：西武新宿線鷺ノ宮駅下車後、徒歩2分[1]
- 最寄バス停：関東バス中村橋 - 阿佐ヶ谷駅区間・鷺ノ宮駅バス停から徒歩2分